# Pierre de Qingtian

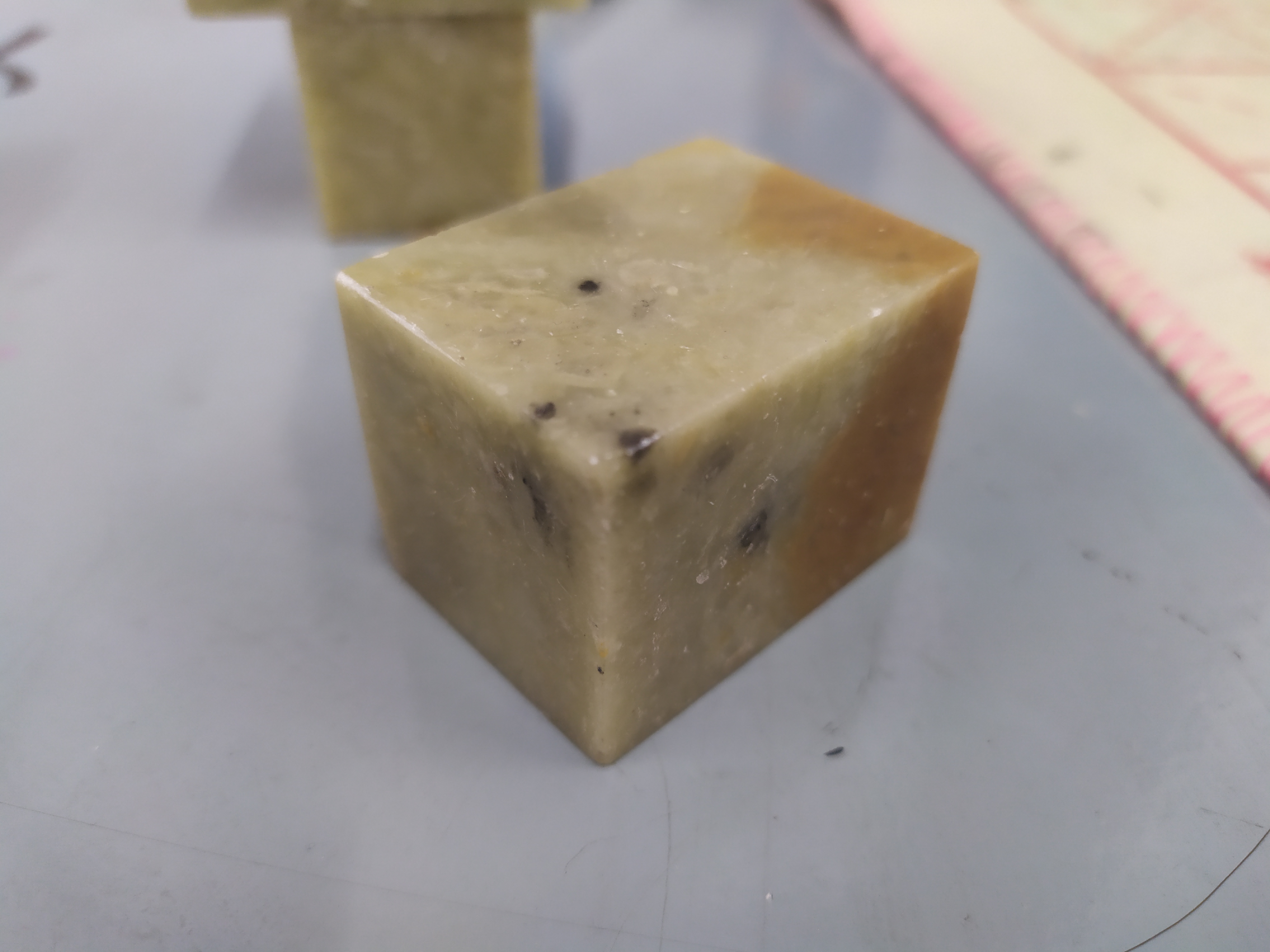
Pierre de Qingtian

La pierre de Qingian (chinois : 青田石 ; pinyin : qīngtián shí) est une pyrophyllite du xian de Qingtian, dans la province du Zhejiang, en République populaire de Chine, utilisée en chine pour la confection des yingzhang (chinois : 印章), des sceaux apposés sur les œuvres de peinture chinoise ou de calligraphie chinoise, proviennent des roches de Qingtian. On retrouve également de nombreux sculpteurs de cette pierre dont les œuvres peuvent monter à des milliers de dollars.

## Histoire
Pendant les Six Dynasties (220 — 589) elles étaient parfois utilisées pour fabriquer des cochons de pierre ou shizhu (石猪 / 石豬, shízhū).

## Composition
La pierre de Qingtian, peut être une mixture d'andalousite, de dickite, d'illite, de pyrophyllite, de quartz ou de séricite. Certaines sont exclusivement composées de pyrophyllite. Sa couleur peut varier du jaune à l'orange, de rouge brique à violet, des variétés vertes et bleues sont également connues. Elles sont souvent provoquées par des inclusions microscopiques d'impuretés telles que de la dumortiérite, de l'hématite, de l'ilménite ou du corindon bleuté.

### bibliographie
- (ja) 神保小虎, « 印材の石に關する參考書 », Journal of the Geological Society of Japan, vol. 12, no 141,‎ 20 juin 1905, p. 178-182
- (en) Albert E. Dien, « Instructions for the Grave: The Case of Yan Zhitui », Cahiers d'Extrême-Asie, vol. 8, no 1, Mémorial Anna Seidel. Religions traditionnelles d'Asie orientale. Tome I, sous la direction de Hubert Durt,‎ 1995, p. 41-58 (DOI 10.3406/asie.1995.1086, lire en ligne)
- (zh) 番表惠, « 浙江新昌十九號南齊墓 (Zhejiang Xinchang 19-hao Nan Qi mu) », 文物,‎ octobre 1983, p. 93
- (zh) Huang Qian, « Qingtian Stone Carvings Imbued with Idyllic Interest », China Tourism, no 154,‎ avril 1993, p. 82-83
- (en) Xuanmin Zhu, « Study on mineral composition and genesis of the Qingtian stone from Zhejiang Province. », Acta Petrologica et Mineralogica, vol. 22, no 1,‎ 2003, p. 65-70 (ISSN 1000-6524, lire en ligne)
- (en) Tao Chen, « A preliminary study of mineralogical and spectroscopic characteristics of Qingtian Stone. », Acta Petrologica et Mineralogica, vol. 23, no 2,‎ 2004, p. 186-192 (ISSN 1000-6524, lire en ligne)

### Vidéographie
- « La sculpture sur pierre de Qingtian, une carte de visite culturelle », sur CCTV en français, 9 février 2016
- (en) « Qingtian Stone », sur mindat.org